# Klara Bleyer
Klara Bleyer (6 de mayo de 2004) es una deportista alemana que compite en natación sincronizada. Ganó una medalla en los Juegos Europeos de Cracovia 2023 y seis medallas en el Campeonato Europeo de Natación, en los años 2024 y 2025.

## Palmarés internacional
| Juegos Europeos    | Juegos Europeos    | Juegos Europeos   | Juegos Europeos   |
| Año                | Lugar              | Medalla           | Prueba            |
| ------------------ | ------------------ | ----------------- | ----------------- |
| 2023               | Oświęcim (Polonia) | Medalla de plata  | Combinación libre |
| Campeonato Europeo |                    |                   |                   |
| Año                | Lugar              | Medalla           | Prueba            |
| 2024               | Belgrado (Serbia)  | Medalla de oro    | Rutina acrobática |
| 2024               | Belgrado (Serbia)  | Medalla de plata  | Solo técnico      |
| 2024               | Belgrado (Serbia)  | Medalla de plata  | Solo libre        |
| 2025               | Funchal (Portugal) | Medalla de oro    | Solo libre        |
| 2025               | Funchal (Portugal) | Medalla de bronce | Solo técnico      |
| 2025               | Funchal (Portugal) | Medalla de bronce | Dúo libre         |